# 1994年冬季残疾人奥林匹克运动会新西兰代表团
1994年冬季残疾人奥林匹克运动会新西兰代表团是新西兰派出的1994年冬季残疾人奥林匹克运动会代表团。获得3枚金牌和3枚铜牌。